# Anolis chlorocyanus
Anolis chlorocyanus (тібуронський зелений аноліс) — вид ігуаноподібних ящірок родини анолісових (Dactyloidae). Ендемік Гаїті.

## Поширення і екологія
Тібуронські зелені аноліси мешкають на півночі півострова Тібурон на південному заході острова Гаїті. Вони живуть у вологих рівнинних і гірських тропічних лісах, трапляються в хмарних лісах, на узліссях і в садах. Зустрічаються на висоті до 1500 м над рівнем моря.